# The Mask and Mirror
The Mask and Mirror – piąty album studyjny kanadyjskiej wykonawczyni muzyki folkowej i celtyckiej Loreeny McKennitt wydany w 1994 roku nakładem prywatnej wytwórni artystki Quinland Road. Za dystrybucję na świat odpowiadał Warner Music.
Album okazał się sukcesem komercyjnym sprzedając się w kilkumilionowym nakładzie. Dobór instrumentów i inspiracji tekstowych odzwierciedla szeroką paletę zainteresowań artystki: na albumie odnajdziemy inspiracje kulturą celtycką, mauretańską i iberyjską.

## Spis utworów
Słowa i muzykę wszystkich utworów skomponowała Loreena McKennitt, chyba że odnotowano inaczej:
1. "The Mystic's Dream" – 7:40
2. "The Bonny Swans" (sł. tradycyjne, aranżacja. McKennitt, muz. McKennitt) – 7:18
3. "The Dark Night of the Soul" (sł. St. John of the Cross, OCD; aranż. McKennitt; muz. McKennitt) – 6:44
4. "Marrakesh Night Market" – 6:30
5. "Full Circle" – 5:57
6. "Santiago" (muz. tradycyjna, aranż. McKennitt) – 5:58
7. "Cé Hé Mise le Ulaingt?/The Two Trees" (sł. W. B. Yeats, muz. McKennitt) – 9:06
8. "Prospero's Speech" (sł. William Shakespeare, aranż. McKennitt, muz. McKennitt) – 3:23